# Potterne
Potterne – wieś w Anglii, w hrabstwie Wiltshire. Leży 33 km na północny zachód od miasta Salisbury i 133 km na zachód od Londynu. W 2001 miejscowość liczyła 1570 mieszkańców.